# フレン・ロペテギ
- ジュレン・ロペテギ

フレン・ロペテギ・アルゴテ（Julen Lopetegui Argote, 1966年8月28日 - ）は、スペイン・ギプスコア県アステアス出身の元サッカー選手、サッカー指導者。現役時代のポジションはゴールキーパー。現カタール代表監督。

## 経歴

### 選手
バスク地方のギプスコア県アステアスに生まれ、地元のレアル・ソシエダからプロデビューしたが、正キーパーを務めるルイス・アルコナーダを前にして出場機会がなく、19歳の時にレアル・マドリード・カスティージャに移籍。1988-89シーズンはUDラス・パルマスにレンタル移籍したが、1989年にレアル・マドリードに復帰してもベテランのフランシスコ・ブーヨからポジションを奪えなかった。レアル・マドリードは1989-90シーズンにリーグ優勝を果たしたが、優勝決定後のアトレティコ・マドリード戦 (3-3) が2シーズンで唯一（リーグ戦）の出場機会だった。1991年にはCDログロニェスに移籍してレギュラーの座を獲得し、ラ・リオハ州のスモールクラブのプリメーラ・ディビシオン（1部）昇格に貢献。ログロニェスでは際立った活躍を見せ、1994年3月23日にバレンシアで行われたクロアチアとの親善試合 (0-2) では、60分にアンドニ・スビサレッタと交代で出場してスペイン代表デビュー。同年には1994 FIFAワールドカップに出場した。1994年、FCバルセロナの正ゴールキーパーだったスビサレッタがバレンシアCFに移籍すると、ロペテギがスビサレッタの後釜としてバルセロナに移籍し、長い間スビサレッタの控えを務めたカルレス・ブスケとポジション争いを繰り広げたが、結果的にはポジション争いに敗れた。バルセロナがFCポルトからヴィトール・バイーアを獲得すると、ロテペギは第3キーパーに降格し、1997年にマドリードのラージョ・バジェカーノに移籍。5シーズンのうち2シーズンをレギュラーとして過ごし、2002年に現役引退した。

### 指導者
2003年夏、セグンダ・ディビシオン（2部）のラージョ監督に就任して指導者の道を歩み始めたが、2003-04シーズン第10節後に解任され、ラージョは結局シーズン終了後にセグンダ・ディビシオンB（3部相当）降格となった。2006 FIFAワールドカップの際にはラ・セクタ (La Sexta) で解説者として働き、2008年、ユース時代を過ごしたカスティージャの監督（セグンダ・ディビシオンB）に就任。
2010年にはU-19スペイン代表監督に就任し、2011年のUEFA U-19欧州選手権では優勝。その後はU-20スペイン代表監督やU-21スペイン代表監督を務めた。
2014年5月、FCポルトの監督に就任した。2015年4月、UEFAチャンピオンズリーグ 2014-15準々決勝でジョゼップ・グアルディオラ率いるバイエルン・ミュンヘンと対戦し、ホームで迎えた1stレグでは3-1と勝利を収めたが、アウェイの2ndレグでは1-6で敗れ、準決勝進出は果たせなかった。
2016年1月、FCポルトの監督を解任された。
2016年7月、ビセンテ・デル・ボスケの後任としてスペイン代表監督に就任した。2018 FIFAワールドカップ・ヨーロッパ予選ではU-21スペイン代表で優勝をした当時のメンバーであるダビド・デ・ヘア、イスコ、チアゴ・アルカンタラ、コケ、ダニ・カルバハルらがA代表でも頭角を示して、世代交代を進めながら公式戦2年間無敗と最高の成績を収め本大会への切符を手にした。
2018年6月12日、ロシアW杯後にジネディーヌ・ジダンの後任としてレアル・マドリードの監督に就任することが発表された。しかしその翌日、ロシアW杯開幕直前にスペインサッカー連盟から2重契約であるとスペイン代表監督の座を解任され、ロペテギも大きく非難された。
クラブでは初の公式戦であるUEFAスーパーカップのアトレティコ・マドリード戦で2-4で敗れて初タイトルを逃す。リーグ戦でもUEFAヨーロッパリーグの出場圏内にすら入れない中位に沈むなど低迷を極め、10月28日のFCバルセロナ戦での1-5での大敗を最後に解任され、半年でスペイン代表とレアル・マドリードを解任されるという不名誉な記録を作ってしまった。
2019年6月4日、セビージャFCの監督に就任した。2019-20シーズン、就任1年目でクラブ史上6度目のUEFAヨーロッパリーグ優勝へ導き、自身はクラブレベルでは初のタイトル獲得となった。
2021年1月10日、クラブとの契約を2024年まで延長した。また、この契約には2年の延長オプションが含まれる。
前述したヨーロッパリーグ優勝のほか、就任後3シーズン連続でリーグ4位に導くなど結果を残していたが、4年目となる2022-23シーズンは公式戦10戦で1勝2分け7敗、降格圏と勝ち点1差の16位に沈むなど開幕から不振に陥り、2022年10月5日、UEFAチャンピオンズリーグのグループステージ、ホームでのボルシア・ドルトムント戦に1-4で大敗した後クラブから解任が発表された。セビージャでは歴代5位となる通算170試合を指揮して、歴代3位の勝利数である89勝45分36敗という戦績を残した。解任が決定的となったドルトムント戦後には、セビージャサポーターがロペテギの名前をコールして功績を称え、ロペテギ自身もスタンドに対して拍手と自身の胸を叩く姿で応じるという一幕があった。
セビージャの監督解任から約1ヶ月後の2022年11月5日、ウルヴァーハンプトン・ワンダラーズFCの監督に就任することが発表された。キャリア初のプレミアリーグでの指揮となる。だがチームの財政状況により、セルティックとの親善試合の後、両者合意の元、2023年8月8日に解任が決定。約9カ月で退任となった。

## 監督成績
2023年8月17日現在
| クラブ                             | 国               | 就任           | 退任           | 記録 | 記録 | 記録 | 記録 | 記録 | 記録 | 記録 | 記録   |
| クラブ                             | 国               | 就任           | 退任           | 試   | 勝   | 分   | 敗   | 得   | 失   | 差   | 勝率   |
| ---------------------------------- | ---------------- | -------------- | -------------- | ---- | ---- | ---- | ---- | ---- | ---- | ---- | ------ |
| ラージョ・バジェカーノ             | スペインの旗     | 2003年7月1日   | 2003年11月3日  | 11   | 2    | 2    | 7    | 10   | 17   | −7   | 018.18 |
| レアル・マドリードB                | スペインの旗     | 2008年7月1日   | 2009年6月30日  | 38   | 18   | 9    | 11   | 60   | 45   | +15  | 047.37 |
| スペイン代表 U-19                  | スペインの旗     | 2010年8月1日   | 2013年5月30日  | 11   | 8    | 3    | 0    | 29   | 9    | +20  | 072.73 |
| スペイン代表 U-20                  | スペインの旗     | 2010年8月1日   | 2014年4月30日  | 10   | 7    | 2    | 1    | 22   | 8    | +14  | 070.00 |
| スペイン代表 U-21                  | スペインの旗     | 2012年8月8日   | 2014年4月30日  | 11   | 11   | 0    | 0    | 34   | 7    | +27  | 100.00 |
| ポルト                             | ポルトガルの旗   | 2014年7月1日   | 2016年1月7日   | 77   | 53   | 15   | 9    | 157  | 52   | +105 | 068.83 |
| スペイン代表                       | スペインの旗     | 2016年7月21日  | 2018年6月13日  | 20   | 14   | 6    | 0    | 61   | 13   | +48  | 070.00 |
| レアル・マドリード                 | スペインの旗     | 2018年7月1日   | 2018年10月29日 | 14   | 6    | 2    | 6    | 21   | 20   | +1   | 042.86 |
| セビージャ                         | スペインの旗     | 2019年6月4日   | 2022年10月5日  | 170  | 90   | 44   | 36   | 247  | 163  | +84  | 052.94 |
| ウルヴァーハンプトン・ワンダラーズ | イングランドの旗 | 2022年11月14日 | 2023年8月8日   | 27   | 10   | 5    | 12   | 31   | 42   | −11  | 037.04 |
| 合計                               | 合計             | 合計           | 合計           | 405  | 231  | 90   | 84   | 712  | 392  | +320 | 057.04 |

## タイトル

### 選手時代
レアル・マドリード
- プリメーラ・ディビシオン : 1989-90
- スーペルコパ・デ・エスパーニャ : 1989, 1990

FCバルセロナ
- UEFAカップウィナーズカップ : 1996-97
- コパ・デル・レイ : 1996-97
- スーペルコパ・デ・エスパーニャ : 1996

### 指導者時代
U-19スペイン代表
- UEFA U-19欧州選手権 : 2011

U-21スペイン代表
- UEFA U-21欧州選手権 : 2013

セビージャFC
- UEFAヨーロッパリーグ : 2019-20